# Aeternitas (mitología)

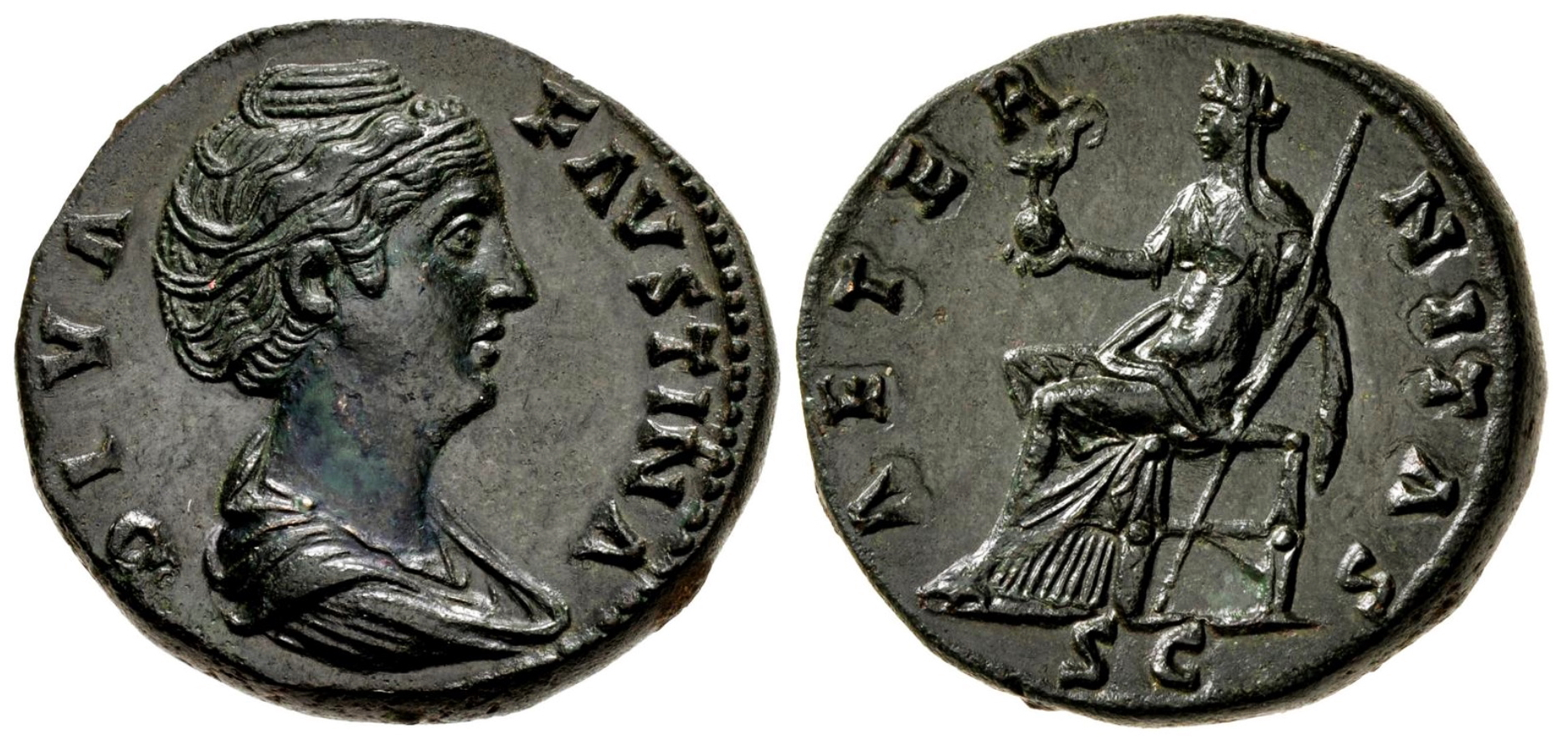
Sestercio de Faustina la Mayor mostrando a Aeternitas sentada sosteniendo ave fénix sobre globo terráqueo y cetro

En la antigua religión romana, Aeternitas era la personificación divina de la eternidad. Estaba especialmente asociada al culto imperial como virtud del emperador divinizado (divus). El mantenimiento religioso de deidades abstractas como Aeternitas fue característico del culto oficial romano desde la época de los Julio-Claudianos hasta los Severos.

## Descripción
Al igual que las deidades antropomórficas más familiares, Aeternitas y otras abstracciones se cultivaban con sacrificios y templos, tanto en Roma como en las provincias. El templo de Aeternitas Augusta en Tarraco en la España romana aparece representado en una moneda.
La divinidad aparece a veces como Aeternitas Imperii (la "Eternidad del dominio romano"), donde la palabra latina imperium ("mando, poder") apunta hacia el significado de "imperio", la palabra española de la que deriva. Aeternitas Imperii estaba entre las deidades que recibieron sacrificios de los Hermanos Arvales en acción de gracias cuando Nerón sobrevivió a la conspiración e intento de asesinato. En esta época se emitieron nuevas monedas de bronce en las que se representaban diversas virtudes. Aeternitas fue una de las muchas virtudes representadas en las monedas emitidas bajo Vespasiano, Tito, Trajano, Adriano, Antonino Pío y Septimio Severo.
El equivalente masculino de Aeternitas es Eón, el dios del tiempo ilimitado, las esferas celestiales y el zodíaco. Boccaccio dice que la Eternidad era una entidad primordial que existió como compañera de Demogorgón.

## Representación
Las monedas emitidas entre el 75 y el 79 d. C. bajo Vespasiano muestran a Aeternitas sosteniendo una cabeza en cada mano que representa al Sol y la Luna. En las monedas de Tito (80–81 d. C.), Aeternitas sostiene una cornucopia, se apoya en un cetro y tiene un pie colocado sobre un globo terráqueo, imágenes que vinculan los conceptos de eternidad, prosperidad y dominio del mundo. Desde el siglo II hasta mediados del siglo III, la iconografía de Aeternitas incluye el globo terráqueo, cuerpos celestes (estrellas, o sol y luna) y el ave fénix, símbolo del tiempo cíclico, ya que el fénix renacía en llamas cada 500 años. En ocasiones, Aeternitas sostiene el globo terráqueo sobre el que se posa el ave fénix.
En Las nupcias de Mercurio con Filología, Marciano Capella dice que Aeternitas es una de las hijas de Júpiter más honradas. Menciona su diadema, cuya forma circular representa la eternidad.